# La Plana (Llobera)
|  | Aquest article tracta sobre el pla del municipi de Llobera (Solsonès). Vegeu-ne altres significats a «La Plana (desambiguació)». |

La Plana és un pla del municipi de Llobera, comarca del Solsonès.